# Коста, Рената
Рената Апаресида да Коста (порт. Renata Aparecida da Costa, также известная как Коки (порт. Kóki); 8 июля 1986, Асаи, Парана) — бразильская футболистка, защитница. Участница трёх чемпионатов мира (2003, 2007, 2011) и трёх Олимпийских игр (2004, 2008, 2012).

## Биография

### Клубная карьера
В начале карьеры выступала за бразильские клубы на позиции полузащитника. Однако тренеры отмечали универсализм футболистки, которая могла сыграть и как организатор атак, и как защитник. Со временем стала играть на позиции последнего защитника (свипера).
В 2008 году перешла в клуб высшего дивизиона Дании «Оденсе» и стала одной из первых бразильских футболисток, за чей трансфер в зарубежный клуб были заплачены деньги. В сентябре 2008 года была выбрана на драфте американским клубом «Сент-Луис Атлетика», однако предпочла остаться в Европе. Следующий сезон провела в шведском клубе «Мальмё», её команда финишировала на третьем месте в чемпионате Швеции. В 2010 году вернулась в Бразилию, где выступала следующие 4 сезона. Обладательница женского Кубка Либертадорес 2010 года в составе «Сантоса».
В 2014 году вместе с ещё двумя бразильянками, Даниэлли и Амандой, перешла в российский клуб «Кубаночка». В первом сезоне стала со своим клубом финалисткой Кубка России, однако в финале «Кубаночка» уступила клубу «Рязань-ВДВ» 0:5. В 2015 году во второй раз подряд стала финалисткой Кубка России. Всего спортсменка провела два сезона в российском клубе, сыграв 28 матчей и забив 2 гола в высшей лиге.
С 2016 года снова выступала на родине. Два сезона провела в составе «Коринтианса», сыграв за это время только 4 матча. В октябре 2017 года перешла в клуб «Ирандуба».

### Карьера в сборной
В составе молодёжной сборной Бразилии дважды занимала четвёртое место на молодёжных чемпионатах мира 2002 и 2004 годов среди 19-летних. В 2006 году стала бронзовым призёром чемпионата мира среди 20-летних.
С 2003 года выступала за национальную сборную Бразилии. Принимала участие в трёх финальных турнирах чемпионатов мира — в 2003 году (3 матча, четвертьфиналист), 2007 году (5 матчей, 1 гол, серебряный призёр) и 2011 году (3 матча, четвертьфиналист). Также участвовала в трёх розыгрышах Олимпийских игр — в 2004 году (серебряный призёр), 2008 году (6 матчей, серебряный призёр) и 2012 году (4 матча, 1 гол, четвертьфиналист). В 2003 и 2007 годах становилась чемпионкой, а в 2011 году — финалисткой Пан-Американских игр. Чемпионка (2003, 2010) и серебряный призёр (2006) чемпионата Южной Америки. Всего сыграла за сборную в официальных турнирах не менее 23 матчей и забила не менее 2 голов.

## Личная жизнь
В октябре 2007 года попала в аварию на своей машине вместе с двумя другими футболистками из клуба «Ботукату». Сидевшие на передних сиденьях Рената и Мишель отделались лёгкими травмами, а сидевшая на заднем сиденье 16-летняя Катя получила травму позвоночника и была вынуждена перейти в паралимпийский спорт. Сама Рената была оштрафована за вождение без лицензии.